# 成鏈
成鏈（catenation）是指同一種化學元素的原子經由連續的共價鍵互相連接形成長鏈狀的分子。成鏈之形式在碳原子中最易出現，形成碳原子和碳原子之間相連的共價鍵，这种由碳原子构成的长链被称为碳链骨架。成鏈是自然界存在大量有機物質的原因，而有機化學實質上就是在研究碳利用這個性質所形成的化合物。然而，碳並非唯一擁有此性質的元素，其他主族元素也有形成長鏈的性質，如矽和硫。
化學元素能否形成長鏈，主要基於元素自身連接的鍵能，但也會受到位阻效應和電性因素的影響，包括：元素的電負性、混成分子軌域及元素之間形成不同共價鍵的能力。以碳元素為例，臨近原子之間重疊的σ軌域可以足夠強而可形成穩定的長鏈。以往認為其他元素很難形成長鏈，但現已發現許多元素都具有成鏈的分子結構。

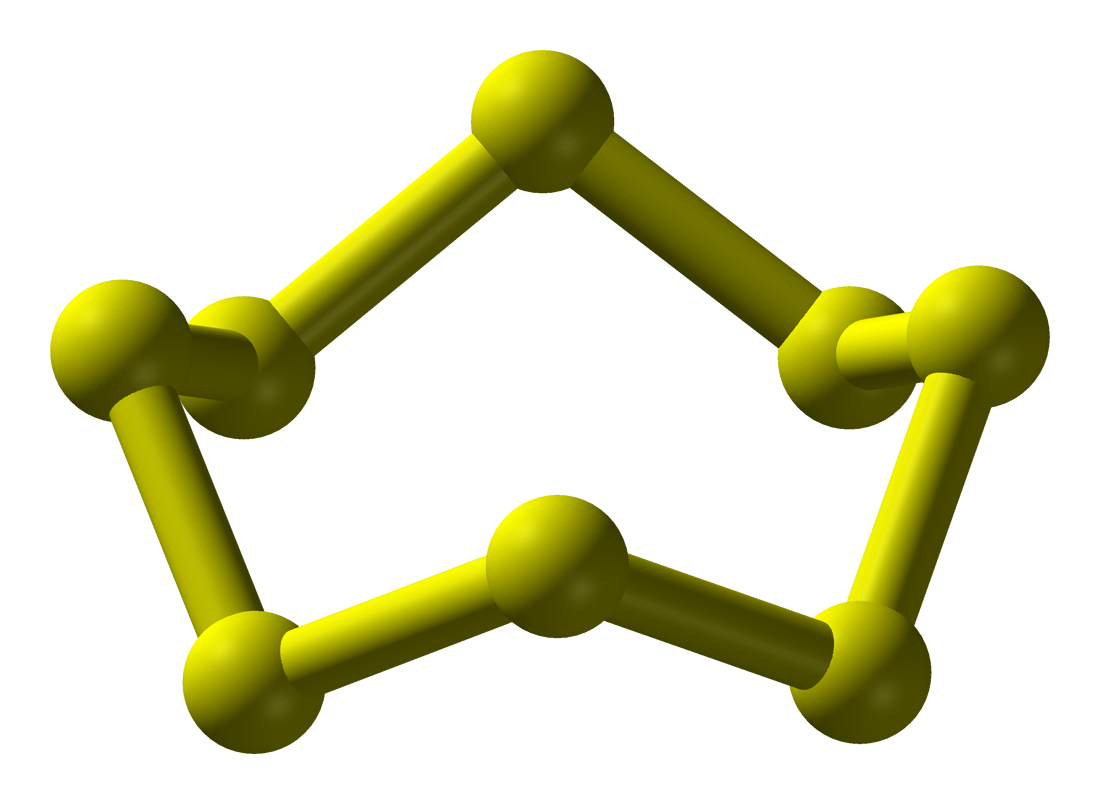
S_{8}的環狀結構

元素硫有許多特點都和其成鏈能力有關。自然界中的硫是S8的環狀分子。當加熱超過攝氏160度時打開其環狀結構，分子和分子間再互相鍵結形成長鏈，長鏈會隨溫度上昇而變長，其黏度也因長鏈變長而增加，直到約攝氏190度時黏度最大。硒和碲也有類似的結構。
元素矽可以與其他矽原子形成σ键，不過其穩定性不如碳原子之間的σ键。一些有機的取代基可以取代矽烷上的氫原子，形成類似烷烃的聚矽烷（polysilane）。由於其離域的σ電子分散在長鏈上，這類化合物具有很特殊的電子屬性如高導電性，這是由於鏈上的可離域σ電子（類似於石墨）。
矽原子之間也可能形成π鍵，類似烯烃的矽烯（silene）非常罕見。一些取代基可以取代類似取代二硅烯上的氫原子，形成類似的乙烯的二硅烯（disilyene）。以往認為矽的三鍵化合物非常不穩定，後來在2004年已製備了矽炔類的化合物。
聯有取代基的磷鏈也已經被成功合成，但由於其共價鍵的鍵能不及碳－碳鍵，脆弱易斷，因此小環分子或簇更常見。近幾年來，也有越來越多的類金屬像是矽、鍺、砷和鉍……等，皆被發現可以互相連接形成雙鍵和三鍵。這些除碳之外元素形成的長鏈都被歸于無機聚合物。